# Фаридпур (подокруг)
Фаридпур (бенг. ফরিদপুর, англ. Faridpur) — подокруг на северо-западе Бангладеш. Входит в состав округа Пабна. Образован в 1869 году. Административный центр — город Фаридпур. Площадь подокруга — 145,47 км². По данным переписи 1991 года численность населения подокруга составляла 111 464 человека. Плотность населения равнялась 766 чел. на 1 км². Уровень грамотности населения составлял 26,3 %. Религиозный состав: мусульмане — 93,74 %, индуисты — 6,03 %, христиане — 0,06 %, прочие — 0,17 %.